# Asia occidentale
L'Asia occidentale è una regione dell'Asia grande 5994935 km² delimitata ad ovest dal Mar Mediterraneo e dal Mar Rosso, a sud dall'Oceano Indiano, ad est dalle catene montuose del Belucistan e dell'Hindukush e a nord dal Mar Nero e, a seconda delle convenzioni sul confine Europa-Asia, dalla depressione del Kuma-Manyč o dallo spartiacque del Gran Caucaso. La regione confina con la Russia, il Turkmenistan, l'Afghanistan, il Pakistan e l'Egitto. In base alla ripartizione del mondo effettuata dalle Nazioni Unite, l'Asia Occidentale è una delle macroregioni in cui è divisa l'Asia. Comprende le regioni del Vicino Oriente del Medio Oriente e del Caucaso.

## Geografia

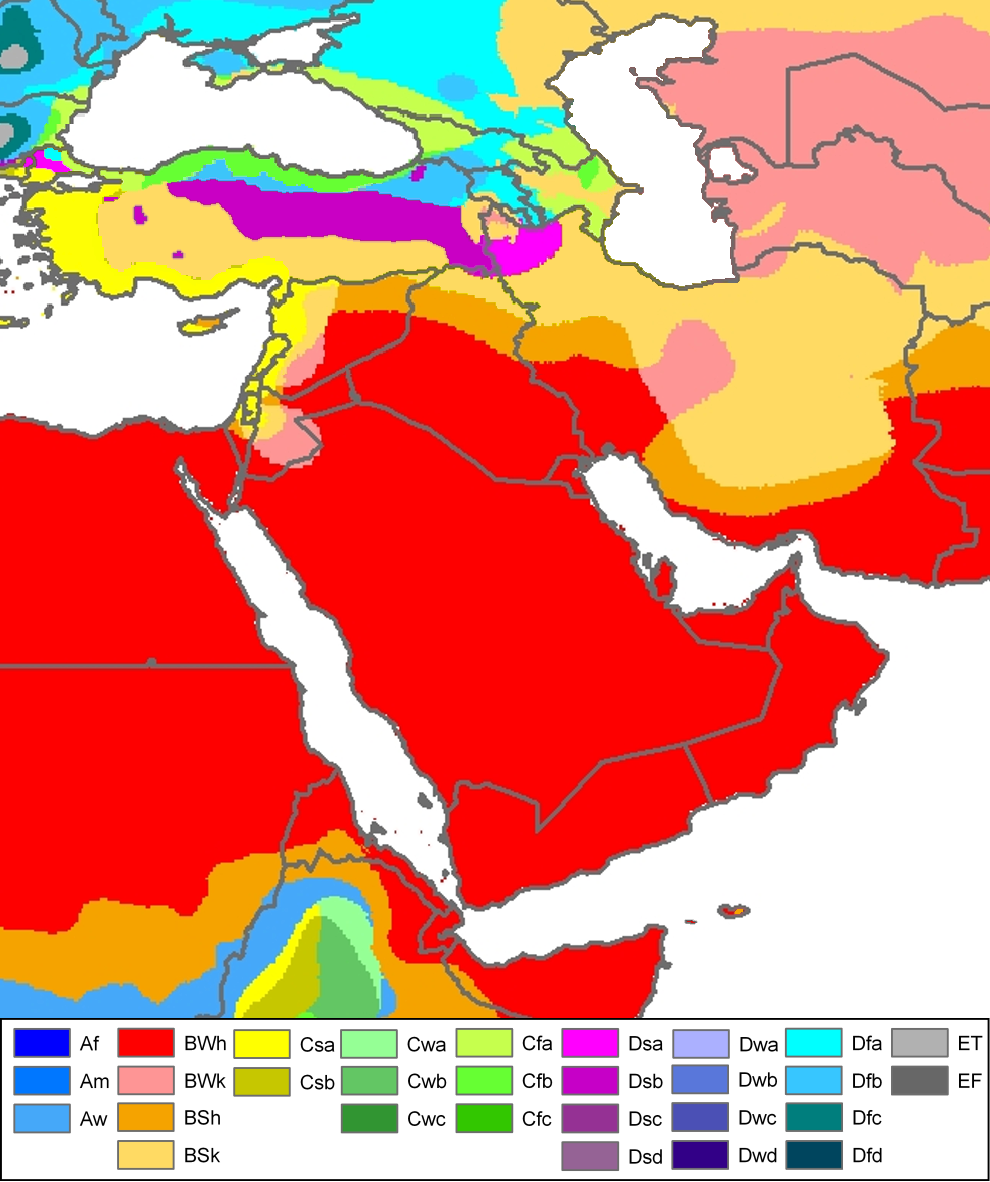
Classificazione climatica dell Asia occidentale secondo Köppen

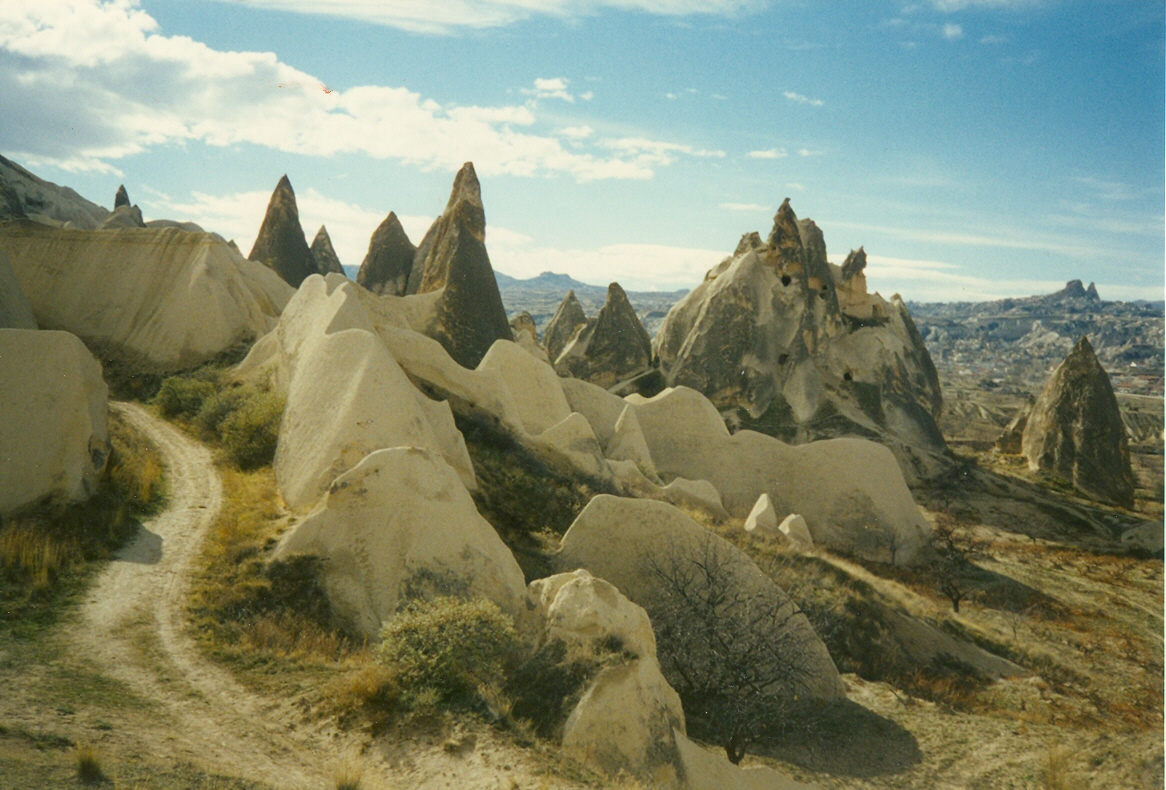
Asia Minore (Cappadocia)

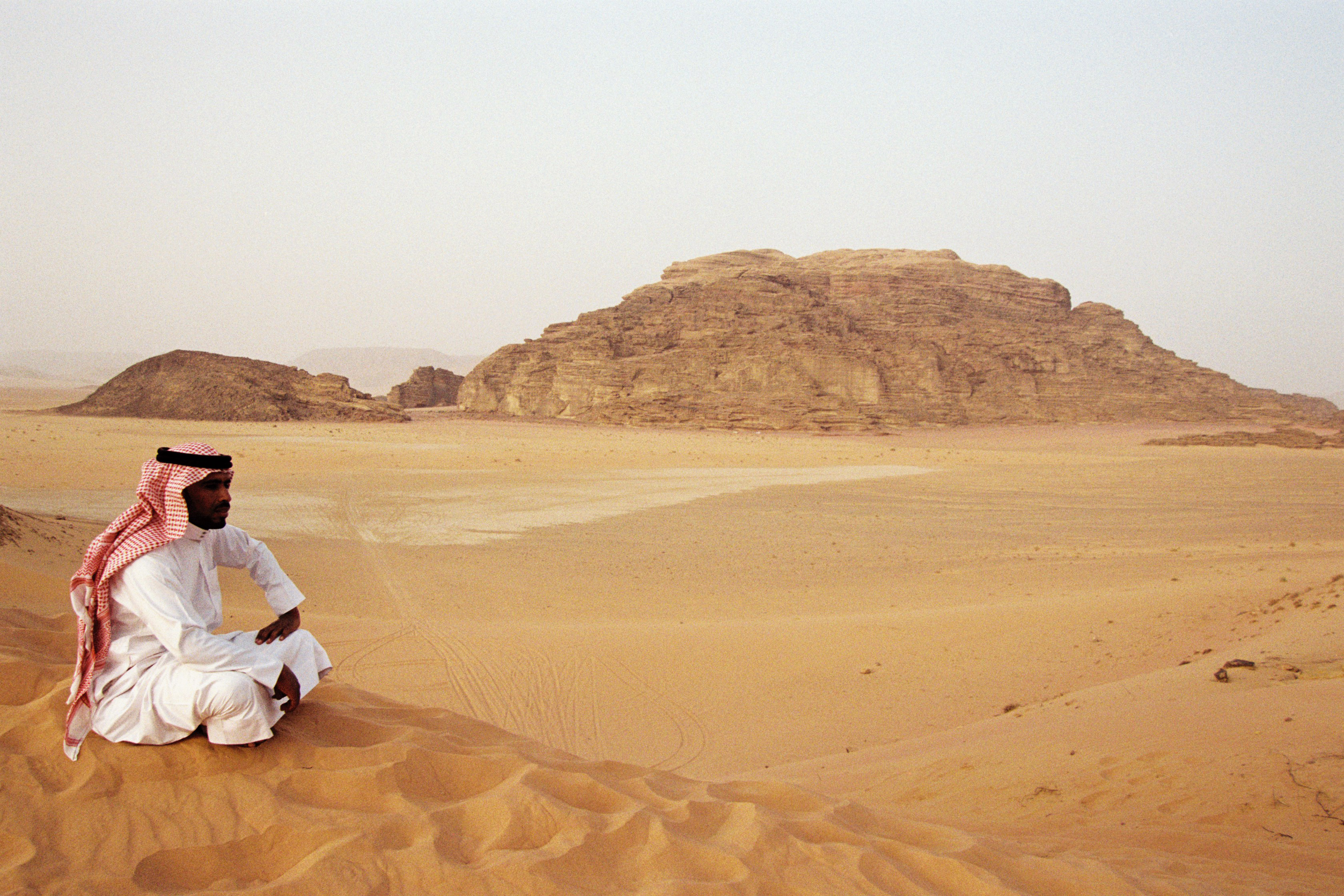
Deserto in Giordania

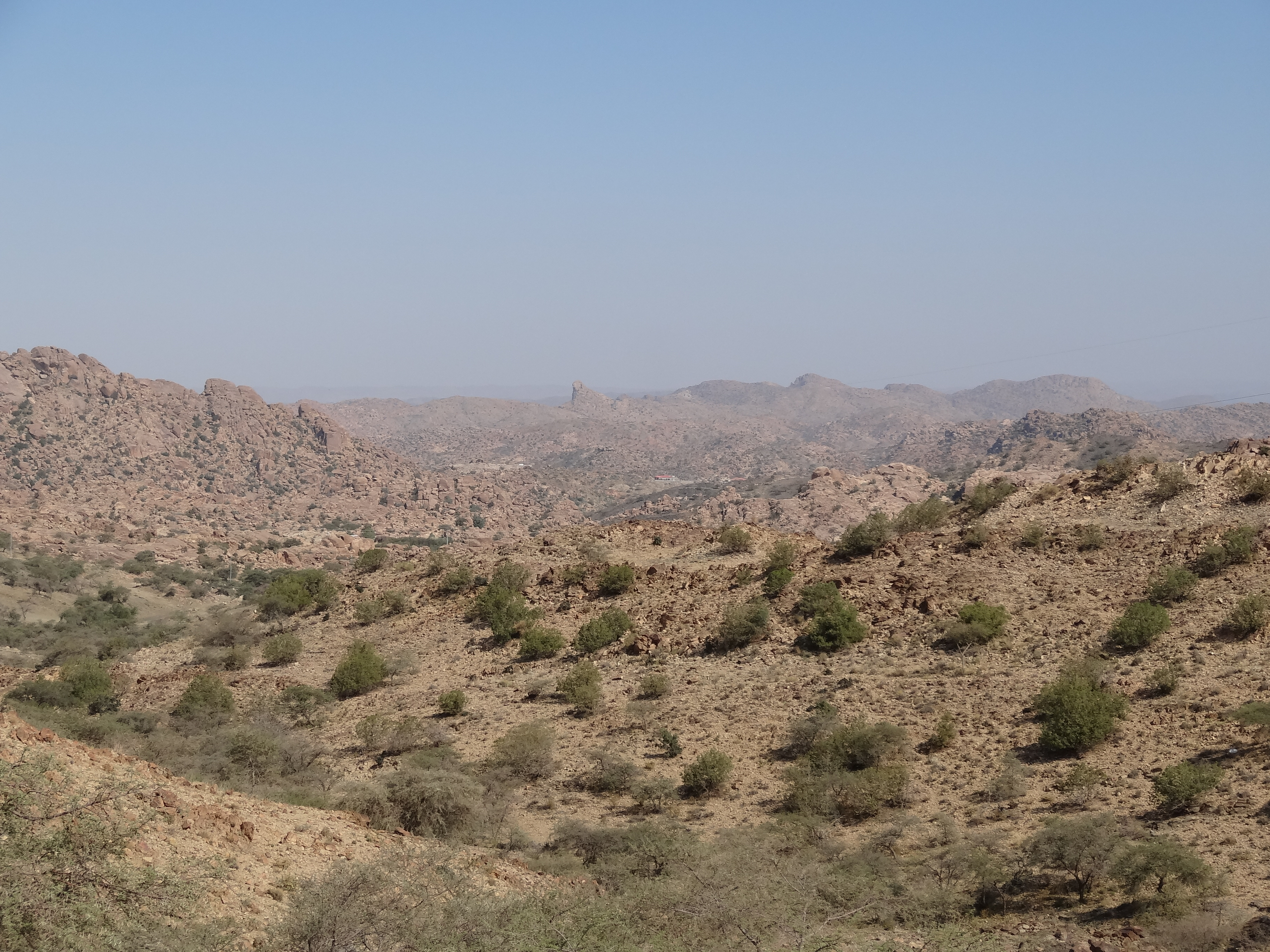
Montagne in Arabia Saudita

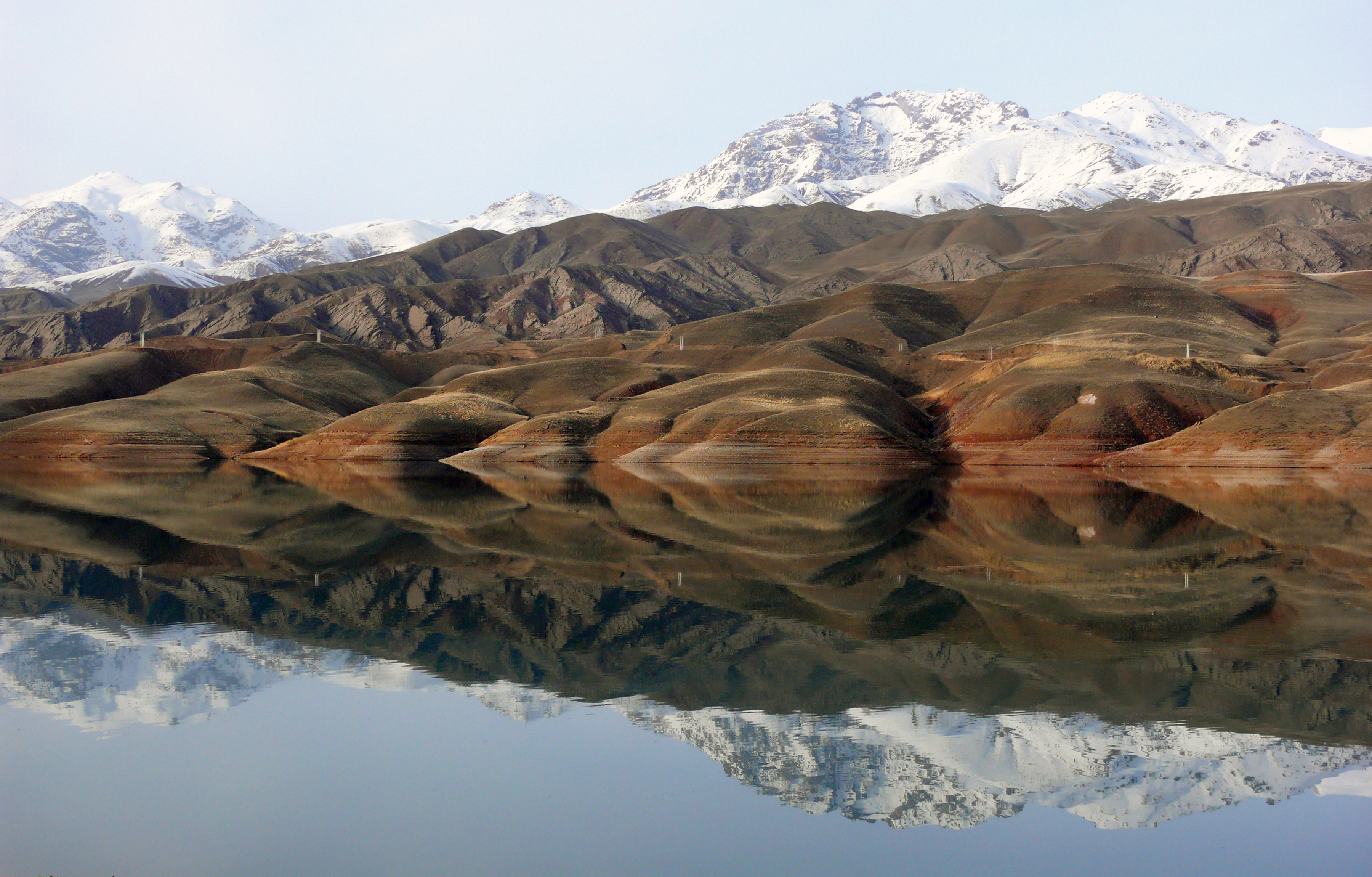
Altopiano iranico

L'Asia Occidentale può essere divisa in due diverse zone: la fascia nord-est, piena di catene montuose che racchiudono l'Altopiano iranico, con i monti del Belucistan e Zagros. La seconda regione, la sud-occidentale, è costituita da un grandissimo tavolato occupato in larga scala dalla Penisola araba e dalla Mesopotamia, dal greco antico mesos (mezzo) e potamos (fiume), circondata da due  fiumi, il Tigri e l'Eufrate. In questa zona vi sono anche alcuni laghi salati come il Mar Morto (in Israele, le sue acque sono talmente salate da non permettere di berla).

### Clima
In questa zona troviamo tipi diversi di climi: la maggior parte delle zone presenta un clima arido, con scarse precipitazioni, estati calde ed inverni miti, sulla costa mediterranea troviamo un clima mite, abbastanza piovoso con estati ed inverni non troppo freddi, sul versante meridionale del Caucaso, invece, troviamo un clima con un'abbondante piovosità, caratterizzato da estati miti ed inverni rigidi.

## Economia
Negli stati dell'Asia occidentale, agricoltura e allevamento, rivestono una grandissima importanza ed essi favoriscono l'insediamento rurale con piccoli villaggi sparsi per la campagna.
Si sono però sviluppate anche grandi città come Baghdad, capitale dell'Iraq, che possiede grandi giacimenti di petrolio, Damasco, la capitale della Siria, che è meta di turismo essendo sulla strada per La Mecca, inoltre essa è sede dei più importanti poli manifatturieri della Siria, Teheran, capitale dell'Iran, stato in attuale e veloce sviluppo, e Beirut, capitale del Libano, che è stata, per molto tempo, teatro di guerre civili.
Negli ultimi anni sono stati scoperti numerosi pozzi di petrolio che hanno “risollevato” l'economia di questa regione, dove si stanno sviluppando città che imitano le caratteristiche delle città moderne occidentali.
In questa zona sono presenti anche due famose ed importanti città sante: Gerusalemme e La Mecca meta ogni anno di un elevato numero di turisti e pellegrini di varie religioni. L'economia dell'Asia occidentale non è molto sviluppata, caratterizzata soprattutto dall'arretratezza delle sue strutture, e dallo scarso progresso tecnologico. In questi ultimi anni però, l'economia sta alzando il suo livello grazie a nuovi e ricchi pozzi petroliferi che forniscono circa il 75% del petrolio prodotto. Il settore primario è poco produttivo se non nelle pianure e nei paesi della fascia costiera mediterranea, le rese restano comunque modeste.
Le industrie sono poco sviluppate tranne quella dell'estrazione e della raffinazione del petrolio.
Grazie al grande afflusso di turisti, alle città sante ad esempio, sono state migliorate tutte le vie di comunicazione per agevolarlo.
Ci sono stati che sono meno sviluppati come ad esempio la Siria, i suoi abitanti vivono soprattutto di redditi agricoli e dell'allevamento, il Libano, che, anche se un tempo era il maggiore centro commerciale del Medio Oriente, ora è molto povero ed arretrato, la Giordania, che soffre di ristrettezze economiche.
Altri due stati che erano stati in lotta fra loro sono l'Iraq e l'Iran, i vari conflitti li hanno indeboliti molto ed ora stanno passando un momento di profonda crisi economica e sociale. Emirati Arabi Uniti, Kuwait e Qatar sono governati da emiri mentre l'Oman da un sultano. L'Arabia Saudita e il Bahrein invece sono regni. È presente una forte arretratezza economica e civile.
Lo Yemen è lo stato più povero della regione. Un altro centro di continue lotte è la Transcaucasia: Georgia, Armenia ed Azerbaigian, a causa di forti tensioni politiche e fra minoranze etniche e religiose, anche in questa zona l'agricoltura è la maggiore risorsa.

## Stati
Secondo il Geoschema delle Nazioni Unite, i paesi dell'Asia occidentale sono i seguenti diciotto:
- Arabia Saudita
- Armenia
- Azerbaigian[3]
- Bahrein
- Cipro[4]
- Emirati Arabi Uniti
- Georgia[5]
- Giordania
- Iraq

- Israele
- Kuwait
- Libano
- Oman
- Palestina[6]
- Qatar
- Siria
- Turchia[7]
- Yemen[8]

Oltre a questi stati, alcune fonti comprendono nell'Asia occidentale anche l'Iran.
- Iran

Alcuni paesi non asiatici hanno parte del loro territorio nell'Asia occidentale. Si tratta di: 
- Egitto (penisola del Sinai)
- Grecia (un numero considerevole di isole poste nel continente asiatico, nei pressi della piattaforma anatolica come Rodi, Kos, Samos, Chio, Lesbo, Kastellòriso, Strongili e Ro)
- Russia (tutti i territori tra il confine caucasico e la depressione del Kuma-Manyč: territorio di Krasnodar, Adighezia, Circondario federale del Caucaso Settentrionale)

Nell'Asia occidentale ricadono anche i territori di quattro paesi a riconoscimento limitato e dunque non presenti nell'elenco della Commissione statistica delle Nazioni Unite:
- Abcasia [10]
- Ossezia del Sud[11]
- Cipro del Nord[12]
- Artsakh[13]